# Kylon
Kylon (gr. Κύλων) – arystokrata ateński, żyjący w VII wieku p.n.e. Podjął nieudaną próbę wprowadzenia tyranii w Atenach (635 lub 632) z pomocą swego teścia Teagenesa, tyrana sąsiedniej Megary oraz własnych stronników. Zamachowcom przeciwstawił się archont Megakles z rodu Alkmeonidów. Pokonani zamachowcy zostali zamordowani, pomimo iż szukali azylu. W 2016 odkryto prawdopodobnie ich grób. 
Zamach Kylona to pierwsze wyraźnie uchwycone w źródłach wydarzenie, które jest związane z konfliktami politycznymi w archaicznych Atenach.